# Berbeo
Berbeo è un comune della Colombia facente parte del dipartimento di Boyacá.
Il centro abitato venne fondato da alcuni missionari gesuiti nel 1843, mentre l'istituzione del comune è del 9 aprile 1913.